# Pierre-Émile Martin
Pierre-Émile Martin (18 de agosto de 1824 - 23 de mayo de 1915) fue un ingeniero industrial francés, que en 1865 aplicó el principio de recuperación del gas caliente en un horno de solera para producir acero mediante la refundición de chatarra y fundición de hierro empleado con el fin de diluir las impurezas, basándose en el proceso inventado por Carl Wilhelm Siemens.

## Semblanza

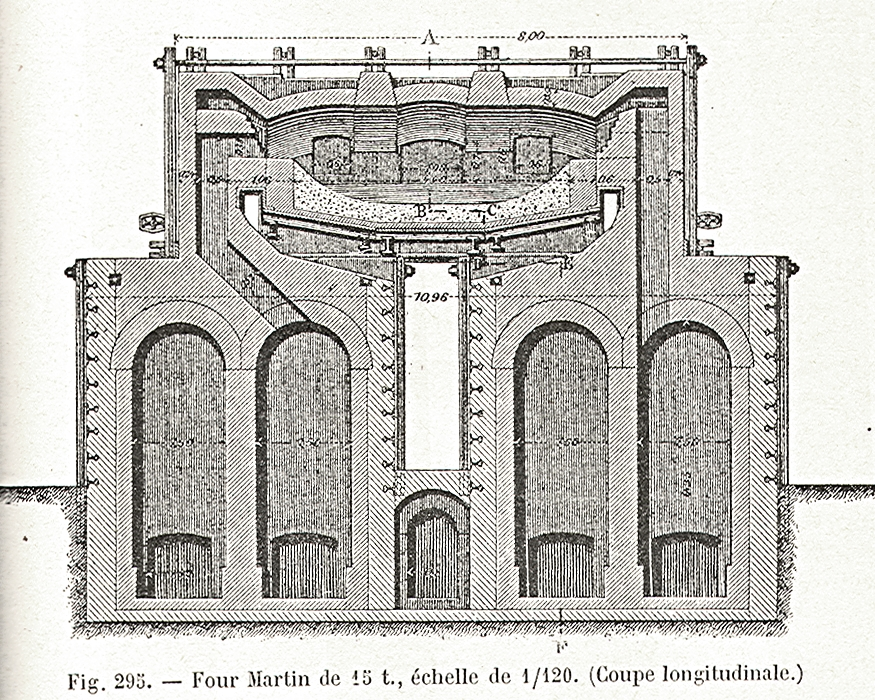
Horno de solera Siemens-Martin

François Marie Emile Martin (1794–1871) y su hijo Pierre dirigían una pequeña fábrica de hierro y acero en Sireuil, cerca de Angulema (Charente, en el oeste de Francia). Sobre todo, producían acero de gran resistencia para la fabricación del fusil Chassepot, utilizando el proceso ideado por Réaumur (1722) a partir de arrabio y chatarra de acero.
Después de algunos fracasos iniciales, en cooperación con el ingeniero alemán Carl Wilhelm Siemens, lograron desarrollar un nuevo horno regenerativo de acero capaz de fundir arrabio y chatarra juntos. A partir del 8 de abril de 1864, su horno patentado en 1865 producía una tonelada del llamado "acero de solera" por lote.
El proceso de fabricación de acero conocido como procedimiento Martin-Siemens reemplazó al problemático convertidor Bessemer.
Siemens y Martin mantuvieron una disputa sobre los derechos de la invención, lo que provocó que Martin tuviera que declararse en quiebra en 1893. Empobrecido y olvidado, se mudó a París, donde pudo sobrevivir gracias a una donación de la Industria Europea del Hierro que recibió en 1910.

## Acero Martin
El metal obtenido mediante el proceso de Martin se ha denominado acero Martin. Contiene muchas menos impurezas que el acero producido en el convertidor Bessemer, y su composición está mucho mejor controlada. El desarrollo del proceso hizo posible utilizar chatarra de acero y hierro fundido y producir acero con reputación de ser de mejor calidad que el acero Bessemer. Por otro lado, el proceso requiere un tiempo más largo y los costes de producción son, en consecuencia, más elevados. La invención fue probada y desarrollada en la fundición Sireuil en Charente. El producto recibió una Medalla de Oro en la Exposición de París de 1867.

## Proceso Martin-Siemens
El proceso de refinado del acero en un hogar, desarrollado por Pierre-Émile Martin, consiste en fundir una mezcla de hierro fundido y chatarra o mineral, y luego refinarla mediante descarburación, desulfuración y desfosforación. Este método permite producir aceros finos y aleados mediante la adición de elementos nobles.
El proceso emplea un horno de reverbero calentado por gas con recuperación del calor de los gases de combustión como en el sistema Siemens.

## Reconocimientos

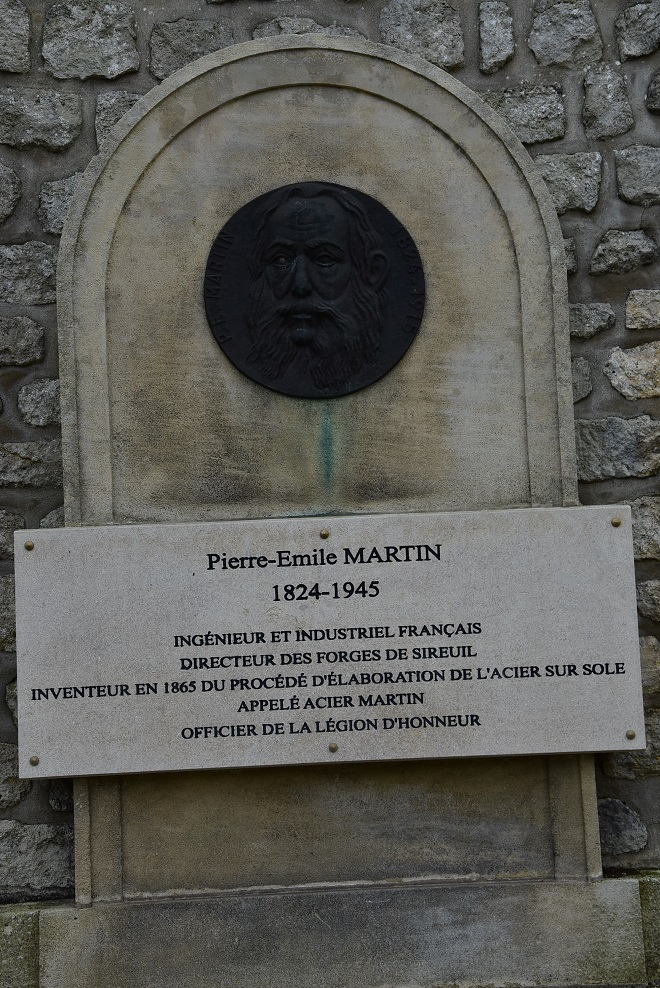
Monumento P-E Martin (1824-1915) en Angoulême, Francia... con una errata !

- Su trabajo le valió recibir la Medalla de Oro Bessemer del Instituto del Hierro y del Acero en 1915[4]
- Fue nombrado caballero en 1878 y recibió la Legión de Honor en 1910[1]